# Sånger ur Trähatten 1982–2000
Sånger ur Trähatten 1982–2000 är ett dubbelsamlingsalbum med Johan Johansson och hans olika band (förutom KSMB), det vill säga bland annat Strindbergs och John Lenin. Innehåller ganska mycket outgivet eller svåråtkomligt material plus några soloversioner (tillsammans med Världens Bästa Jävla Band) på några KSMB-låtar. John Lenin-låtarna på den här skivan är de enda som någonsin givits ut på CD med bandet.

## Låtordning

### CD 1
1. Va?! (Johan Johansson)
2. Skit! (Johan Johansson)
3. Friheten och jag (Strindbergs)
4. Vi kommer aldrig fram (John Lenin)
5. Snöman (Johan Johansson)
6. Italien (Strindbergs)
7. Lat man sleaze twist (Johan Johansson)
8. Josef & Maria (Johan Johansson)
9. Om du överhuvudtaget bryr dig (Johan Johansson och Sator)
10. Bollar (Strindbergs)
11. Libertad (John Lenin)
12. Sång på Svansjön (Johan Johansson)
13. Respektfulla gatan (Strindbergs)
14. Tango rörande visit i förorten (av f.d. innehavare till stol #1 i Sveriges Riksdag) (Johan Johansson och Stefan Sundström med Skurkar, Turkar och vanligt pack)
15. Kärlek och respekt till Moder Jord (Never turn your back on Mother Earth) (Johan Johansson)
16. Linan som vi dansar på (Johan Johansson och Weeping Willows)
17. Lost (Johan Johansson)
18. Bygg en mur runt oss som har allting (Something for the girl with everything) (Johan Johansson)
19. Min kärleks blues (Johan Johansson)

### CD 2
1. (Gör mig) Dum (Johan Johansson)
2. Världens bästa dåliga exempel (Johan Johansson)
3. Min lilla svarta själ (Johan Johansson)
4. Snabbare än tiden (Strindbergs)
5. Det land vi har är stort nog åt alla oss (This town ain't big enough for both of us) (Johan Johansson)
6. Om jag tackar Gud för allting (Johan Johansson)
7. Kvasibarn (Strindbergs)
8. Blått & Guld (live) (Johan Johansson)
9. Bombpartyt (Strindbergs)
10. Karusellflickan (Johan Johansson)
11. Ja, jag tror jag drunknar i kärleken till mig själv (Falling in love with myself again) (Johan Johansson)
12. Dom älskade (John Lenin)
13. Please, don't you shoot at Jesus (Johan Johansson)
14. Höga odds (på att det är min dag) (Johan Johansson)
15. Öppna dörrar och gästfrihet (Hospitality on Parade) (Johan Johansson)
16. Spanska flamman (Johan Johansson)
17. Polsk Zchlager (live) (Johan Johansson)
18. Tango i pampars land (Bland skurkar helgon och vanligt folk)
19. Din gyllene regel (Strindbergs)

Låtarna är skrivna av Johan Johansson förutom
- Strindbergs: CD1 spår 3, 6, 10, 13, CD2 spår 4, 7, 9 och 19
- Johan Johansson och Stefan Sundström: CD1 spår 12 och 14
- Johan Johansson och Ron Mael: CD1 spår 15, 18, CD2 spår 5, 11 och 15
- Johan Johansson och Niko Röhlcke: CD2 spår 6